# Yūko Miyamura
Yūko Miyamura (jap. 宮村 優子 Miyamura Yūko; ur. 4 grudnia 1974) – japońska seiyū, aktorka i piosenkarka pochodząca z Kobe w prefekturze Hyōgo.
Miyamura zasłynęła rolą Asuki Langley Sōryū w anime Neon Genesis Evangelion. Ponadto, udzielała głosu w wielu anime i grach, wydała także wiele albumów. Zagrała epizodyczne role w kilku filmach, m.in. Battle Royal. Pracuje w M.T. Project.

## Role jakoseiyū
- Mai-HiME jako Alyssa Searrs
- Neon Genesis Evangelion jako Asuka Langley Sōryū
- Wedding Peach jako Hinagiku
- Those Who Hunt Elves jako Ritsuko
- Detektyw Conan jako Kazuha Toyama
- Outlaw Star jako Aisha Clan Clan
- Ayane's High Kick jako Ayane Matsui
- Angel Sanctuary jako Kurai
- Street Fighter Alpha jako Chun-Li
- Queen Emeraldas jako Rūda
- Clamp Gakuen tanteidan jako Utako
- My Dear Marie jako Marie
- Hyper Police jako Natsuki Sasahara
- NieA under 7 jako NieA
- Burning Rangers jako Tillis
- Berserk jako Casca